# Javierrelatre
Javierrelatre (en aragonés Xabierre-Latre o Xabierrelatre) es una localidad española perteneciente al municipio de Caldearenas, en la comarca del Alto Gállego, provincia de Huesca, Aragón.

## Cultura
El pueblo cuenta con una sala de exposiciones dedicada al pintor Leoncio Miral, y un Centro de Internet Rural.

### Festival de cine
A finales de agosto se realiza el Festival de Cine Extraño y de Terror O Buxo. Se dejó de hacer.

## Demografía

### Localidad
Datos demográficos de la localidad de Javierrelatre desde 1900:
| 396                   | 378 | 379 | 298 | 294 | 234 | 203 | 128 | 91 | 75 | 91 | 78 | 57 |
| (Fuente: IAEST e INE) |     |     |     |     |     |     |     |    |    |    |    |    |

- Datos referidos a la población de derecho.

### Antiguo municipio
Datos demográficos del municipio de Javierrelatre desde 1842:
| 334           | 425 | 426 | 352 | 366 | 470 | 444 | 436 | 426 | 325 | 294 | 234 | 203 | -- |
| (Fuente: INE) |     |     |     |     |     |     |     |     |     |     |     |     |    |

- Entre el censo de 1970 y el anterior, este municipio desaparece porque se integra en el municipio de Caldearenas.
- Datos referidos a la población de derecho, excepto en los censos de 1857 y 1860 que se refieren a la población de hecho.

## Toponimia
A partir de 1014 aparece mencionado en la documentación histórica como Xavierrelatre, Xavierre a Latre, Xabier, Isciavier, Iscabier, Escaberri, Exavierre Allatre, Exivierre, Exabirri, Scavir ad latere, Exabirrilateri y Exavierrelatre.

## Monumentos
Destaca la iglesia de San Salvador de Javierreltare, originaria del siglo XII, que sufrió diversas transformaciones en el siglo XVIII, aunque conserva el ábside románico.

## Fiestas
El tercer domingo de agosto, es la fiesta en honor de san Antón.